# Međunarodni dan materinskoga jezika
Međunarodni dan materinskoga jezika obilježava se svake godine 21. veljače od 2000. godine, s ciljem unapređivanja, učenja i razvoja materinskog jezika, te njegovanja jezične i kulturne različitosti i višejezičnosti.
UNESCO-ov dokument 16/C iz 1970. godine kaže »Materinski jezik označuje put ljudskog bića i pomoću njega ono ulazi u društvo, čini svojom kulturu grupe kojoj pripada i postavlja temelje razvoju svojih intelektualnih sposobnosti.«

## Povijest
UNESCO je 1999. godine na 30. zasjedanju Glavne skupštine na prijedlog Bangladeša proglasio dan 21. veljače Međunarodnim danom materinskoga jezika. Važnost toga dana potvrđena je godine 2001. aklamacijom na 31. Glavnoj skupštini. Tada je usvojena Deklaracija o kulturnoj različitosti, gdje u 5. članu piše: »...svakoj se osobi mora omogućiti izražavanje i stvaranje djela na jeziku koji izabere, posebice na materinskome jeziku...« Od tada se svake godine slavi u svijetu Međunarodni dan materinskoga jezika kao jedan od zajedničkih simbola ravnopravnosti svih naroda (na žalost, u praksi još uvijek nepostignute).
Bit će da nije slučajno da je Međunarodni dan materinskoga jezika prihvaćen na prijedlog Bangladeša. Kada je 1947. u Britanskoj Indiji prestala britanska kolonijalna vlast, stvorene su dvije neovisne države, Indijska Unija (s hinduskom vjerskom većinom) i Pakistan (s muslimanskom većinom). Bile su podijeljene i neke indijske etničke provincije. Tako je Bengalija podijeljena na indijsku saveznu državu Zapadni Bengal (glavni grad Kalkuta) i na nekadanju pakistansku pokrajinu Istočni Bengal, teritorijalno nepovezanu s glavninom Pakistana. Pakistanska je vlada provodila centralističku politiku. Među ostalim je nametala jezik urdu cijelomu ondašnjem Pakistanu. To je bio jedan od razloga ratu u kojem je u Istočnom Bengalu godine 1971. proglašena neovisna država Bangladeš (glavni grad Dhaka), s bengalskim kao službenim jezikom (uglavnom istim kao u indijskoj saveznoj državi Zapadni Bengal).

## Hindi i urdu
Bangladeš ima razloga da se brine za status materinskih jezika. Uz temu indijskoga potkontinenta, vrijedno je spomenuti još jedan jezični problem. U sadašnjem je Pakistanu službeni jezik standardni urdu, u Indiji imaju u pojedinim saveznim državama službeni status domaći standardni jezici, ali hindi je službeni jezik ne samo u državama gdje je domaći nego ima službeni status, uz engleski jezik, i u Uniji kao cjelini. 
Ali tu se pojavljuje i jedna lingvistička zanimljivost. Standardni hindi i standardni urdu zapravo su specifična lingvistička cjelina u smislu da u poredbenoj gramatici arioindijskih jezika ne mogu figurirati ni hindi ni urdu nego neki zajednički oblik koji se ponekad naziva hindustani. Uz neke manje razlike hindi i urdu imaju osnovne (»pučke«) jezične crte identične, pa i u civilizacijskom rječniku imaju zajedničku englesku jezičnu komponentu, ali bitna je razlika, uz pismo (hindi domaće, urdu arapsko), što je glavnina civilizacijskoga rječnika u urduu perzijsko-arapska, u hindiju sanskrtska.
Iz te situacije na indijskome potkontinentu može se nešto naučiti i u širem jezikoslovnom smislu. Pakistanci koji se služe urduom i oni Indijci koji se služe hindijem imaju bezuvjetno pravo smatrati urdu odnosno hindi svojim materinskim jezikom. "Lingvisti komparatisti nemaju apsolutno nikakva prava da im to poriču zato što je za poredbenu gramatiku civilizacijski rječnik savršeno nevažan. S druge strane ni na same jezikoslovce ne valja »vršiti pritisak« da bi kriterije koji vrijede u većini lingvističkih disciplina, prije svega u normativnoj gramatici, morali primjenjivati i u svojem kabinetskome komparatističkom radu.
Istina jest da je izložena jezična stvarnost prilično složena, ali nije moguće nikakvo pojednostavnjivanje. Svaki bi pokušaj mogao završiti samo stvaranjem ovakve ili onakve nepravde. S druge strane, izložena stvarnost s indijskoga potkontinenta, to jest poluotoka, može poslužiti (mutatis mutandis) i za neke bar ograničene usporedbe na južnoslavenskome prostoru. "

## Diktatori
Materinski je jezik blago prema kojemu se svaki čovjek mora odnositi i s ljubavi i s poštovanjem. I svakomu bi to moralo biti omogućeno, bar prema riječima iz Deklaracije citirane na početku ovog teksta. Ali prosječan bi Europejac bio iznenađen kada bi saznao kolikim je ljudima to onemogućeno i u samoj Europi, a da se i ne govori o drugim kontinentima, prije svega o Africi. Čak Francuska, tradicionalan simbol ljudskih prava, u pogledu materinskoga jezika Bretonaca i Korzikanaca ponaša se krajnje diktatorski. No najgore je stanje u subsaharskoj Africi, osobito u bivšim francuskim kolonijama. Ne može se doduše reći da u takozvanoj Crnoj Africi nema baš nikakva napretka, ima ga ali samo u nekom smislu prije svega u bivšim britanskim kolonijama (time se ne želi reći da su Britanci humanije postupali u kolonijalno doba, naprotiv, ali nisu se otvoreno i organizirano trudili za nametanje engleskoga jezika).
Danas u Crnoj Africi samo razmjerno neznatna privilegirana manjina vlada jezikom bivšega kolonizatora. To je u većini država danas jedini službeni jezik. Zato je ta manjina zapravo očito privilegirana i otvoreno se brine da se taj privilegij nastavi i u budućnosti. Danas se izvan Europe sukobljavaju tri procesa: imperijalističko forsiranje engleskoga ne samo kao jedinoga međunarodnoga, kastinsko čuvanje bivšega kolonijalnog jezika, i sporo, gotovo osmotsko napredovanje novih neeuropskih standardnih jezika. "Ono što je najgore i praktički sramotno jest da se međunarodna tijela i međunarodne organizacije prave kao da u tom pogledu nema nikakva problema."

### Domaća problematika
Dana 16. siječnja 2003. stalno predstavništvo Republike Hrvatske pri UNESCO-u poslalo je iz Pariza nekim hrvatskim ministarstvima dopis u kojem se pet puta spominje materinji jezik (u vezi s međunarodnim danom), a nijednom materinski jezik. Mogao bi netko reći da je pridjev materinji srbizam, no to ne bi bilo točno, u Srbiji se kaže maternji. "Dakle, dobro je hrvatski i kada se kaže materinska ljubav i kada se kaže materinja ljubav, ali običniji je izraz materinski jezik. Trebalo je dakle u dopisu biti materinski jezik, ili da bar preteže taj oblik. No to je pojedinost. Bitno je da se hrvatski jezik kao službeni jezik Republike Hrvatske i kao materinski jezik hrvatskoga naroda danas slabo poštuje. Posljednjih se godina ponovno pojavljuju, makar bilo i stidljivo, riječi i izrazi iz prošlosti koji su već bili praktički nestali. Jezik televizije danas je gori nego što je, izuzmemo li pojave unitarističkoga nasilja, ikada bio u posljednjih pol stoljeća. Hodamo li hrvatskim ulicama i gledamo li natpise na trgovinama, pitat ćemo se u kojoj smo zemlji. Najgore je pak što u pogledu svega toga preteže ravnodušnost. Kad bi bar Međunarodni dan materinskoga jezika nešto pomogao."

## Vanjske poveznice
- UNESCO-ova službena stranica posvećena Međunarodnom danu materinskoga jezika  Arhivirana inačica izvorne stranice od 24. veljače 2007. (Wayback Machine)
- O Međunarodnom danu materinskoga jezika na UN-ovoj službenoj stranici